# Skandowce
| Grupa → | 3 IIIB |
| ↓ Okres |        |
| ------- | ------ |
| 4       | 21 Sc  |
| 5       | 39 Y   |
| 6       | 71 Lu  |
| 7       | 103 Lr |

Skandowce – pierwiastki 3 (daw. IIIB lub III pobocznej) grupy układu okresowego. 

## Klasyfikacja
Grupa skandowców, podobnie jak inne grupy należące do bloku d układu okresowego, powinna zawierać cztery pierwiastki, jednak nie ma zgodności co do przypisania pierwiastków z 6 i 7 okresu. Dwa pierwsze pierwiastki, skand (Sc, okres 4) i itr (Y, okres 5), nie budzą kontrowersji, natomiast pozostałe dwa klasyfikowane są różnie. IUPAC zalicza do tej grupy lutet (Lu) i lorens (Lr), według niektórych autorów są to natomiast lantan (La) i aktyn (Ac). Czasem przyjmuje się też, że grupa ta zawiera wszystkie lantanowce i aktynowce (łącznie 32 pierwiastki) lub przeciwnie, zalicza się do niej tylko skand i itr, a wszystkie lantanowce i aktynowce klasyfikuje się osobno. 
Skand, itr i lantanowce są nazywane łącznie metalami ziem rzadkich.

## Właściwości
Spośród pierwiastków przypisywanych do skandowców wszystkie poza lorensem występują naturalnie, jednak lutet jedynie w ilościach śladowych. Lutet przypomina swoimi właściwościami itr, co jest zgodne z ogólnym podobieństwem metali 6 okresu do swoich sąsiadów z okresu 5. Sztucznie syntetyzowany lorens ma prawdopodobnie właściwości podobne do lutetu i itru, co zostało częściowo potwierdzone doświadczalnie. Lorens nie ma trwałych izotopów.
Jak do tej pory, nie zostały przeprowadzone eksperymenty aby zsyntetyzować następne pierwiastki które mogłyby należeć do 3 grupy układu okresowego. 

Skandowce
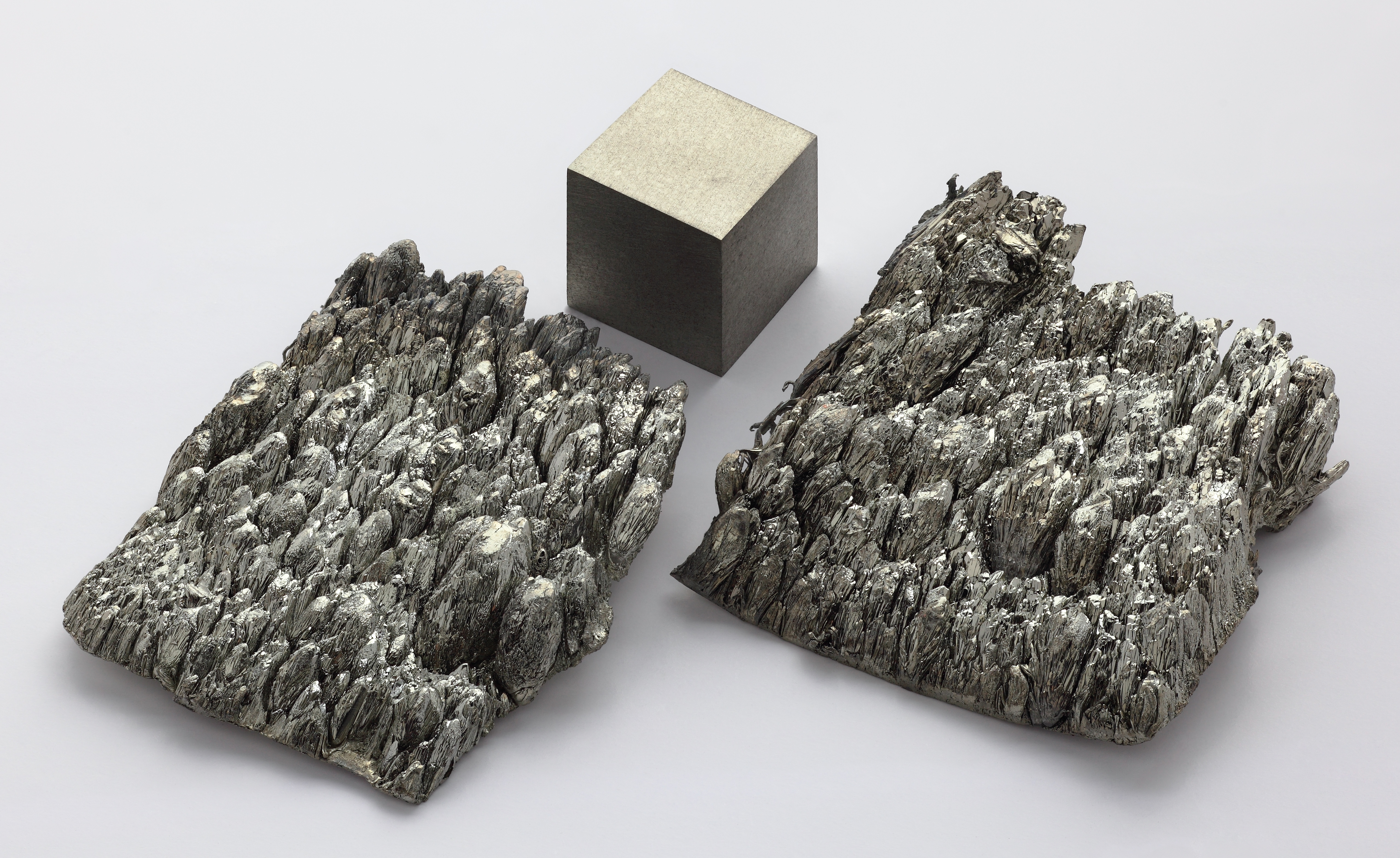
skand
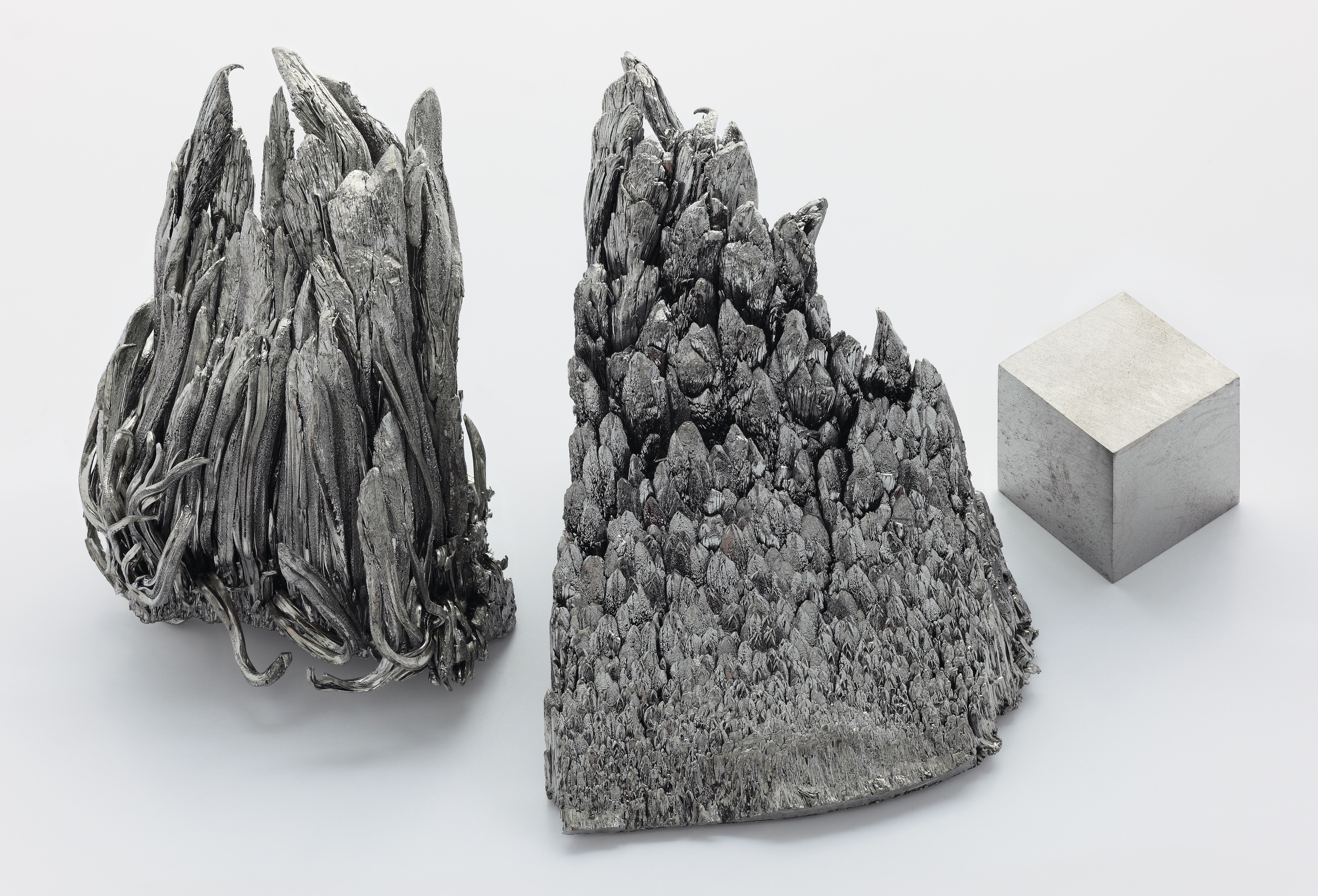
itr
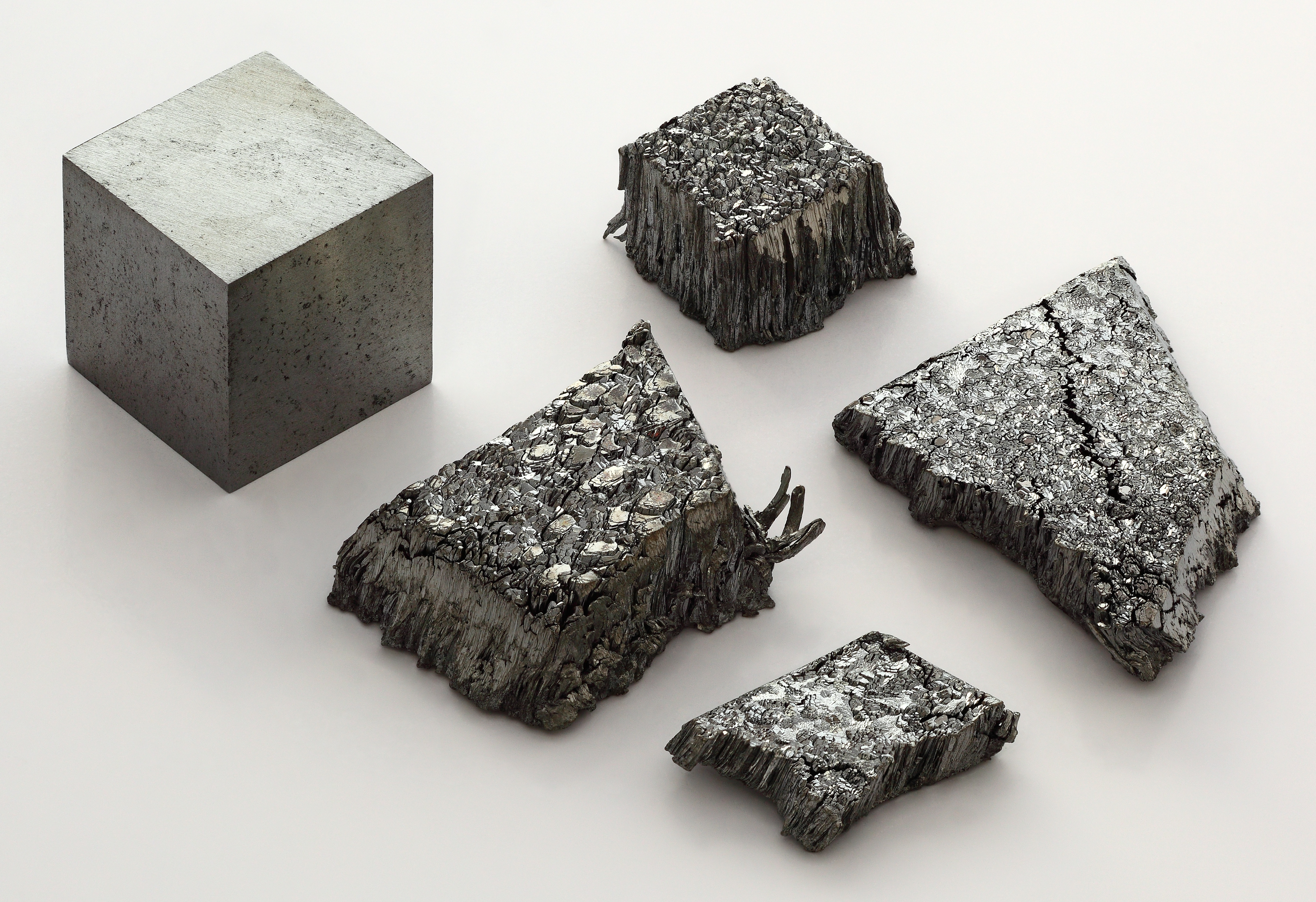
lutet

## Położenie w układzie okresowym
Skandowce leżą w bloku d układu okresowego. Należą do grupy tzw. metali przejściowych. Ogólna konfiguracja elektronowa skandowców to [GS](n-1)d1ns2. Gdzie [GS] to konfiguracja poprzedzającego gazu szlachetnego.

## Występowanie w przyrodzie
Skand oraz itr są średnio rozpowszechnione w skorupie ziemskiej, lutet jest rzadko rozpowszechniony, natomiast lorens jest pierwiastkiem sztucznym (nie występuje naturalnie w skorupie ziemskiej).

## Właściwości fizyczne
Skandowce są srebrzystobiałymi, miękkimi metalami. Związki chemiczne skandowców są bezbarwne. Wodorotlenki skandowców są słabo rozpuszczalne w wodzie.

## Właściwości chemiczne
Skandowce są bardzo podobne pod względem chemicznym. Charakteryzują się niską elektroujemnością. W związkach są na III stopniu utlenienia. W podwyższonej temperaturze reagują z tlenem, tworząc tlenki. Z wodą tworzą wodorotlenki, których charakter zasadowy rośnie "w dół" grupy. Wodorotlenek skandu jest amfoteryczny. 

## Otrzymywanie
Skandowce są otrzymywane głównie przez elektrolizę ich stopionych soli.